# Hijfte
Hijfte is een klein dorp dat deel uitmaakt van de fusiegemeente Lochristi in de Belgische provincie Oost-Vlaanderen. Hijfte (V op de detailkaart bij dit artikel) is gelegen tussen Lochristi (I) in het zuiden, Zaffelare (III) in het oosten, Desteldonk (h) in het noorden en Gent in het westen. Hijfte telt 1080 inwoners.

## Geschiedenis
De naam Hijfte wordt voor het eerst vermeld in 1187 als Iveta. De naam klimt op tot îwitja, wat volgens Maurits Gysseling zoveel betekent als een plek waar taxus groeit.
Reeds in het dierenepos van Reinaart de Vos wordt Hijfte vermeld. "...ende Ysingrijn den grijsen, Tybeert die kater was die vijfste, Ende quamen teenen dorpe, hiet Hijfte. Tusschen Hijfte ende Ghend hilden si haer paerlement..."
Heden ten dage is in het centrum van Hijfte, aan de Calvarieberg, een zitbank en een beeldengroep geplaatst ter herinnering.

## Parochie
De Onze-Lieve-Vrouw Middelareskerk is in Hijfte gelegen. Ze werd gesticht in 1938. Ze maakt deel uit van de Sint-Niklaasparochie van Lochristi. In 1950 legde de heer Calewaert de eerste steen van de nieuwe kerk van Hijfte.

## Nabijgelegen kernen
Oostakker, Lochristi, Zaffelare, Desteldonk